# WAGR-Nahverkehrswagen AY und AYB
Die Nahverkehrswagen der Baureihen AY und AYB waren eine Personenwagen-Bauart der australischen Western Australian Government Railways (WAGR) die im Vorortverkehr um Perth eingesetzt wurden.

## Geschichte
1924 baute die WAGR in den bahneigenen Werkstätten in Midland einen neuen Typ eines Nahverkehrswagens. Dieser erste Wagen mit der Nummer 26 hatte eine offene Großraumwagenanordnung, bot Platz für 82 Passagiere und verfügte beidseitig über drei Schiebetüren. Aufgrund der Beliebtheit dieses Wagens wurden 1927 zwei weitere (28 und 29) nach demselben Muster gebaut. 1928 wurde Wagen 26 in einen Speisewagen umgewandelt und mit einem Wagenübergang ausgestattet. 1938 wurden auch die beiden anderen Wagen zu Speisewagen für den Einsatz im neuen Westland-Express entsprechend umgebaut.
1942 lieferte die WAGR einen Lazarettzug an die Regierung, in dem alle drei Wagen enthalten waren. Die Sitze wurden entfernt und die Wagen zu Lazarettwagen umgebaut, die komplett weiß gestrichen waren und an den Seiten und auf dem Dach rote Kreuze aufwiesen. Nach dem Einsatz im Zweiten Weltkrieg kehrten die Wagen wieder zur WAGR zurück. Sie bekamen die Bezeichnung AYL und wurden wieder als Speisewagen für den Einsatz in Fernzügen umgebaut, wo sie bis 1975 im Einsatz waren.
1945 wurden vier neue Wagen dieser Baureihe mit den Nummern 452 bis 455 gebaut. Zusätzlich wurden zwei Wagen der Baureihe AYB und den Nummer 456 und 457 gebaut, wobei der einzige Unterschied in dem Zugführerabteil an einem Ende bestand. Dadurch verringerte sich aber das Sitzplatzangebot auf 64 Plätze.
1946 entstanden jeweils zwei weitere Exemplare mit den Nummern AY 460 und 461 bzw. AYB 458 und 459.
Die ab 1945 gebauten Wagen waren erfolgreich im Nahverkehr im Einsatz, bis die letzten Exemplare 1991 ausgemustert wurden.
Der Wagen AY 452 ist erhalten und steht im Railway Museum in Bassendean bei Perth. Die Wagen AYB 458 und 459 stehen in sehr schlechtem Zustand bei der Museumsbahn Pemberton Tramway in Pemberton.

## Konstruktion und Lackierung
Für die Wagen wurden Fahrgestelle aus Stahl verwendet. Die Aufbauten waren größtenteils aus Holz. Sie wurden in den Farben Hellgrün und Creme in Dienst gestellt.
Im Oktober 1951 beschloss die WAGR, eine neue durchgehend grüne Standardlackierung für den kompletten Personenwagenbestand einzuführen. Ab 1956 gab es weitere Umlackierungen und auch Modernisierungen der Wagen. Teilweise wurden auch die Wände und Dächer erneuert. In den 1970ern wurden sie orange-blau lackiert und ab 1986 bekamen sie einen cremefarben-grünen Anstrich, der bis zur Ausmusterung der Wagen 1991 erhalten blieb.

## Galerie

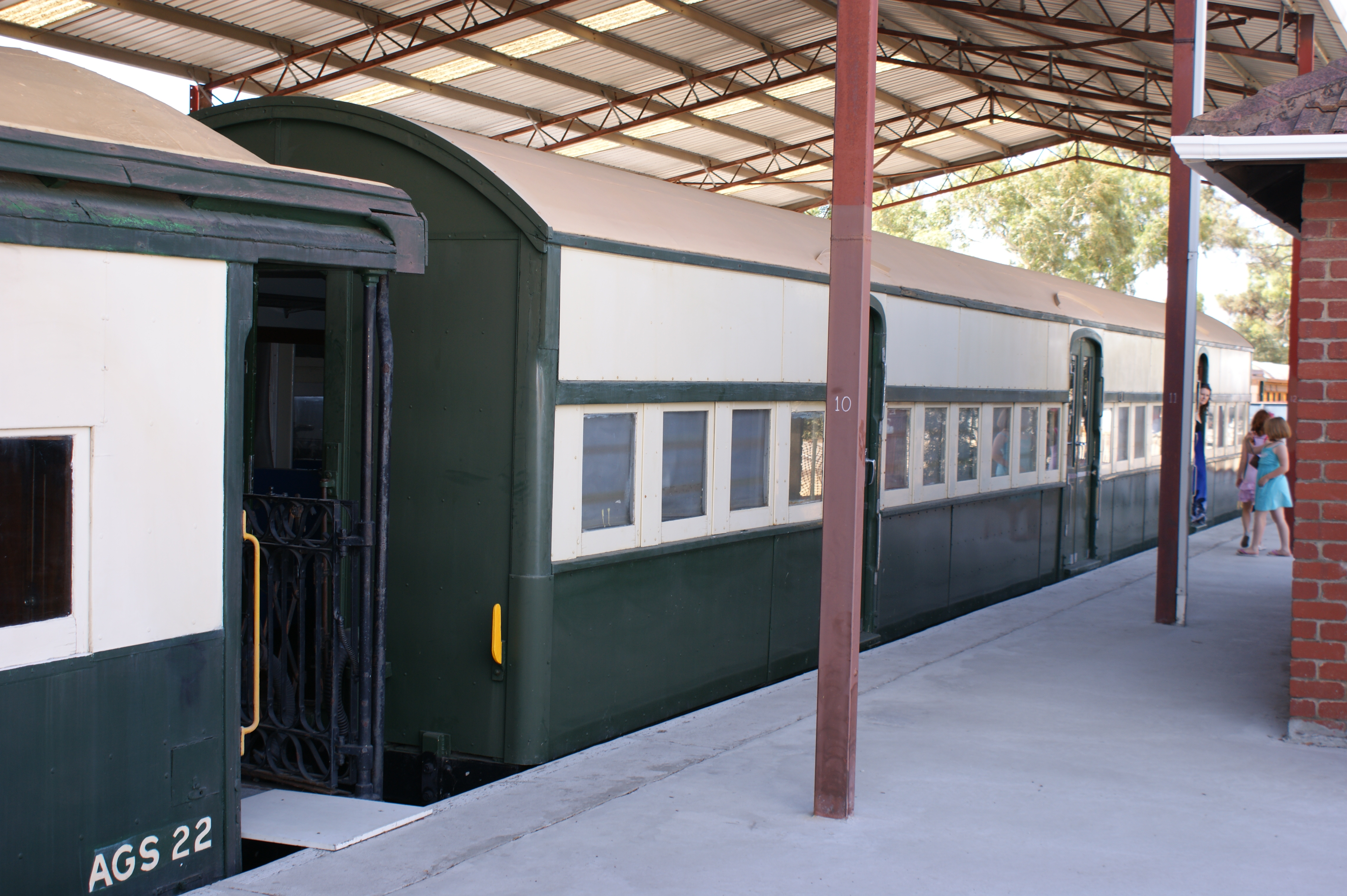
Wagen AY 452 im Railway Museum in Bassendean
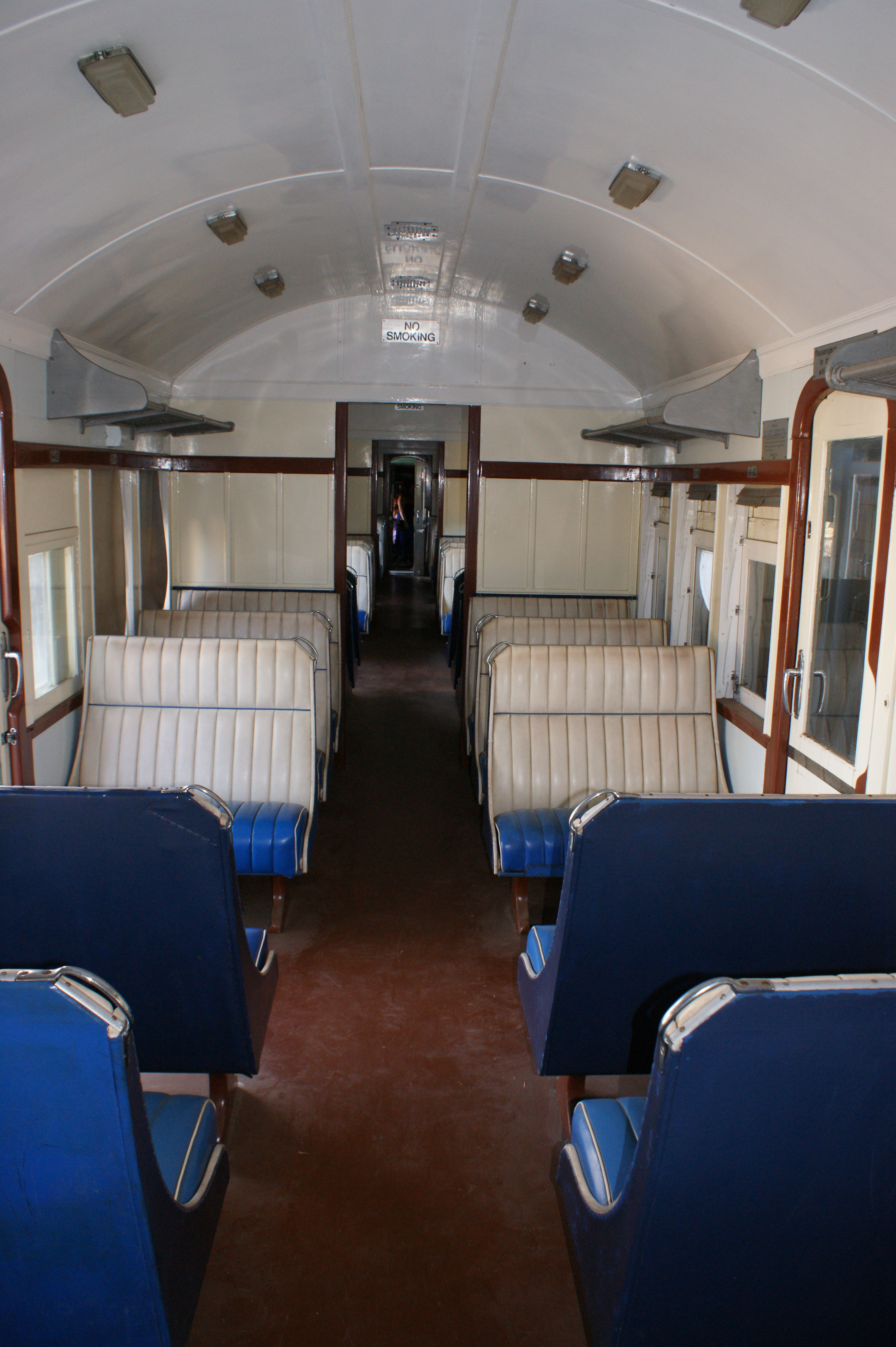
Innenansicht des Wagen AY 452
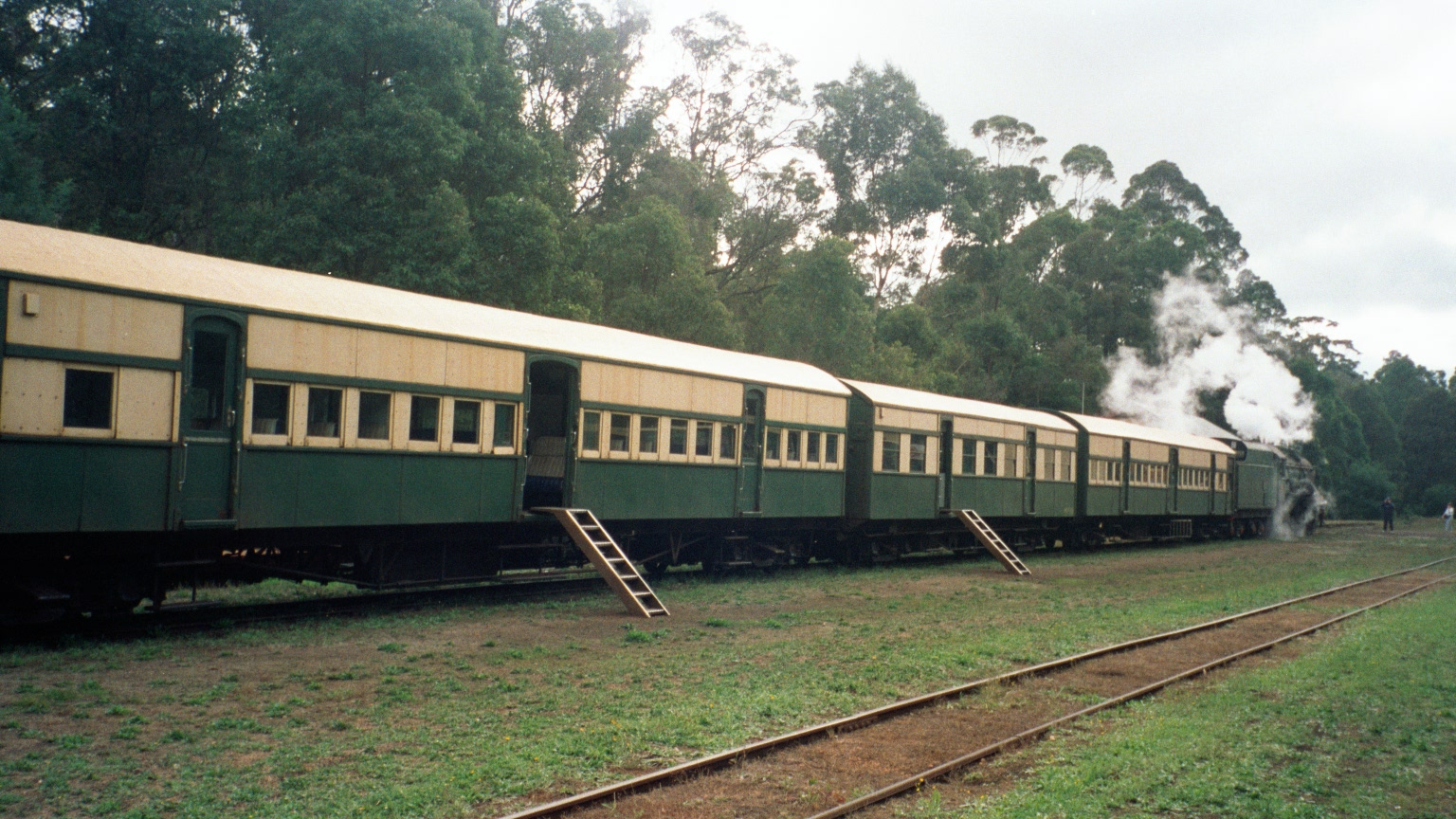
Wagen AYB 458 und 459 bei der Pemberton Tramway, 2004